# Skyttea
Skyttea is een geslacht van schimmels behorend tot de familie Cordieritidaceae. De typesoort is Skyttea nitschkei.

## Soorten
Volgens Index Fungorum telt dit geslacht 31 soorten (peildatum februari 2022):
| Soortnaam              | Auteur(s)                              | Publicatiejaar |
| ---------------------- | -------------------------------------- | -------------- |
| Skyttea anziae         | Etayo & Diederich                      | 2002           |
| Skyttea arenicola      | Alstrup & E.S. Hansen                  | 2001           |
| Skyttea buelliae       | Sherwood, D. Hawksw. & Coppins         | 1981           |
| Skyttea bumyoungsungii | S.Y. Kondr. & Hur                      | 2018           |
| Skyttea caesii         | Diederich & Etayo                      | 2000           |
| Skyttea carboneae      | Diederich & Etayo                      | 2000           |
| Skyttea cismonicae     | Hafellner                              | 2000           |
| Skyttea dacampiae      | Zhurb.                                 | 2007           |
| Skyttea elachistophora | (Nyl.) Sherwood & D. Hawksw.           | 1981           |
| Skyttea fusispora      | Sherwood, D. Hawksw. & Coppins         | 1981           |
| Skyttea gossypina      | Etayo                                  | 2010           |
| Skyttea graphidicola   | Diederich, Common & Suija              | 2019           |
| Skyttea gregaria       | Sherwood, D. Hawksw. & Coppins         | 1981           |
| Skyttea hawksworthii   | Diederich                              | 1986           |
| Skyttea heterochroae   | Nav.-Ros. & D. Muñiz                   | 2009           |
| Skyttea insignis       | Driscoll, S.R. Clayden & R.C. Harris   | 2016           |
| Skyttea lecanorae      | Diederich & Etayo                      | 2000           |
| Skyttea mayrhoferi     | Diederich & Etayo                      | 2000           |
| Skyttea megalosporae   | Etayo & Diederich                      | 1998           |
| Skyttea nitschkei      | (Körb.) Sherwood, D. Hawksw. & Coppins | 1981           |
| Skyttea ochrolechiae   | Zhurb.                                 | 2015           |
| Skyttea pertusariicola | Diederich & Etayo                      | 2004           |
| Skyttea pyrenulae      | Diederich, Etayo & Coppins             | 2000           |
| Skyttea radiatilis     | (Tuck.) R. Sant., Etayo & Diederich    | 2000           |
| Skyttea recognita      | Etayo & Diederich                      | 2017           |
| Skyttea richardsonii   | Iturr. & D. Hawksw.                    | 2004           |
| Skyttea spinosa        | D. Hawksw. & Coppins                   | 1982           |
| Skyttea tavaresae      | R. Sant., Etayo & Diederich            | 2000           |
| Skyttea thelotrematis  | Diederich & Etayo                      | 2000           |
| Skyttea violacea       | Etayo                                  | 2008           |
| Skyttea viridis        | D. Hawksw. & Coppins                   | 1982           |